# El Badla
 (février 2024).
Pour plus de détails, voir Fiche technique et Distribution.
El Badla (en arabe : البدلة, lit. The Suit) est un film comique égyptien de 2018 réalisé par Mohamed Gamal El-Adl et interprété par Tamer Hosny et Akram Hosny. Il s'agit de la reprise du film américain Let's Be Cops de 2014,.

## Parcelle
Walid (Tamer Hosny) et Hamada (Akram Hosny) sont deux amis qui luttent pour leur carrière. Walid est un acteur raté qui travaille comme livreur, tandis que Hamada est un ingénieur en informatique qui est coincé dans un travail ennuyeux. Ils décident de se déguiser en policiers pour une fête costumée, dans l'espoir d'impressionner quelques filles. Cependant, ils se rendent vite compte que les civils et même les flics les prennent pour des vrais. Voyant là une occasion d'attirer l'attention des femmes et d'obtenir des avantages, le duo se lance dans une série de folles aventures. Ils rencontrent également Rim (Amina Khalil), une belle journaliste qui enquête sur une affaire de corruption impliquant un puissant homme d'affaires nommé Markos (Maged El-Masri).
Le plaisir du duo s'arrête net lorsqu'ils sont confrontés à Markos et à ses hommes de main, qui recherchent une clé USB contenant les preuves de ses crimes. Walid et Hamada sont obligés de compter sur eux-mêmes et sur leurs faux badges pour survivre à cette situation dangereuse et démasquer Markos.

## Distribution
- Tamer Hosny : Walid Gamal, un acteur raté et livreur qui se fait passer pour un flic
- Akram Hosny : Hamada, ingénieur informaticien et meilleur ami de Walid qui se fait également passer pour un flic
- Amina Khalil : Rim, journaliste et amoureuse de Walid
- Maged El-Masri : Markos, un homme d'affaires corrompu et le principal antagoniste
- Dalal Abdulaziz : Nagat, la mère de Walid
- Mahmoud El-Bizzawy : procureur général
- Salwa Mohamed Ali : Dr Layla El-Arabi, une psychiatre qui soigne Walid et Hamada
- Tamer Amin : diffuseur
- Yasser Ali Maher : Dr Salah, un dentiste qui aide Walid et Hamada
- Mohamed Alaa : Filibo, artiste de rue et ami de Walid
- Magdi Abdelghani : lui-même, ancien footballeur et idole de Walid
- Hasan El-Raddad : guest star
- Ahmed Elkholy : guest star

## Réception
Le film est sorti le 20 août 2018 et est devenu un succès au box-office égyptien. Il a rapporté plus de 3,8 millions de dollars dans le monde entier, ce qui en fait le film égyptien le plus rentable de 2018.
Le film a reçu un accueil mitigé de la part des critiques et du public. Certains ont salué l'humour, l'action et l'alchimie entre les acteurs principaux, tandis que d'autres ont critiqué l'intrigue, la mise en scène et la ressemblance avec le film original.